# Джигуль Людмила Іванівна
Джигуль Людмила Іванівна (справжнє прізвище — Лягущенко; 5 квітня 1921, с. Черкаське, нині смт Слов'ян. р-ну Донец. обл. – 12 квітня 2010, м.Київ) — артистка розмовного жанру.
Дружина Карасьова Михайла Михайловича. Заслужена артистка УРСР (1974).
Закінчила Київський національний університет театру, кіно і телебачення імені Івана Карпенка-Карого в 1948 р. (викладачі Хохлов Костянтин Павлович, Халатов Віктор Михайлович).
Відтоді працювала актрисою в Національному академічному театрі російської драми імені Лесі Українки; З 1964 р. по 1992 р. — актриса розмовного жанру у Національній філармонії України. У її репертуарі були твори: Шевченка Тараса Григоровича, Пушкіна Олександра Сергійовича, Лермонтова Михайла Юрійовича, Блока Олександра Олександровича, Толстого Олексія Костянтиновича, Достоєвського Федра Михайловича, Ахматової Анни Андріївни, Цвєтаєвої Марини Іванівни, К. Паустовського, М. Рильського, А. Малишка, В. Маяковського, Р. Гамзатова, В. Коротича, І. Драча, Е. Межелайтіса, Ч. Айтматова, Ф. Ґарсіа Лорки, С. Єсеніна.
З сольними програмами гастролювала в РФ та Азербайджані.
Ролі: Софія, Клеопатра («Зикови», «Вороги» М. Горького), Аркадіна, Ольга («Чайка», «Три сестри» А. Чехова), Віра Михайлівна («Машенька» О. Афіногенова), Гриньова («Московський характер» А. Софронова).